# Card-Sorting
Card-Sorting bezeichnet ein Verfahren, mit dem logische und gebrauchstaugliche Navigations- oder Menüstrukturen entwickelt werden können. Das Ziel des Verfahrens besteht darin, ein usable design, das heißt einen benutzerfreundlichen und leicht verständlichen Aufbau mit logischer Struktur, zu erstellen, das von den Endkunden gleichermaßen akzeptiert wird. Der allgemeine Anwendungsbereich ist dabei gleichermaßen in der Softwareentwicklung und im Webdesign anzusiedeln.

## Durchführung
Beim Card-Sorting werden mindestens 15 repräsentativen Testpersonen Karten (Cards) mit allen Menüpunkten gegeben. Die Aufgabe der Testpersonen besteht nun darin, diese Menüpunkte in ihrer Meinung nach sinnvolle Obermenüpunkte einzusortieren. Dabei können verschiedene Abstufungen von Freiheitsgraden vorgegeben werden: 
- keine Vorgaben bezüglich Anzahl oder Bezeichnung der Oberbegriffe (Testpersonen müssen Anzahl und Namen der Oberbegriffe selbst festlegen)
- eine feste Anzahl von Oberbegriffen (Testpersonen legen Namen der Oberbegriffe selbst fest)
- Anzahl und Namen der Oberbegriffe sind festgelegt (Testpersonen ordnen die Kärtchen den Oberbegriffen zu, die am ehesten passend erscheinen)

Dieses Verfahren kann in einem einstufigen oder mehrstufigen Prozess durchgeführt werden. Darüber hinaus können die Verständlichkeit der einzelnen einzuordnenden Begriffe und alternative Bezeichnungen erfragt werden.
Der geeignete Zeitpunkt für das Card-Sorting-Verfahren ist in der Entwicklungsphase und Konzeptionsphase des Programms. 